# Helldivers 2
Helldivers 2 (apresentado como Helldivers II) é um jogo cooperativo de tiro em terceira pessoa de 2024 desenvolvido pela Arrowhead Game Studios e publicado pela Sony Interactive Entertainment . O jogo é a sequência direta de Helldivers, um jogo de de estilo Shoot'em up de 2015.
Foi lançado para PlayStation 5 e Windows em 8 de fevereiro de 2024. Recebeu críticas positivas dos críticos e vendeu mais de 8 milhões de unidades nos primeiros dois meses de seu lançamento. Foi o lançamento mais popular da Playstation Studios no ano de 2024. Em dia 27 de agosto de 2025 foi lançado na plataforma Xbox, nos consoles Xbox Series X e Series S.

## Jogabilidade
Os jogadores podem selecionar lançamentos aéreos que incluem bombas cluster, sentinelas, geradores de escudos ou cápsulas de suprimentos contendo armamento especial de uso limitado. O fogo amigo está sempre ativo. O sistema de armadura do jogo é inspirado no impacto de armas de fogo reais disparadas contra alvos blindados.
O jogo apresenta multijogador cooperativo com até quatro jogadores, e não inclui uma campanha dedicada para um jogador. Ele também oferece jogabilidade multiplataforma opcional entre PlayStation 5, Windows, Xbox Series X e Series S. Nos primeiros dias do lançamento, a equipe do estúdio observou os jogadores e alterou a a jogabilidade em tempo real.
Os jogadores podem selecionar missões do Mapa Galáctico a bordo de sua nave, separadas por diferentes frentes da Guerra Galáctica. À medida que os jogadores ganham experiência e progridem nos níveis, eles desbloqueiam diferentes armas e acessam mais equipamentos para usar em combate.
À medida que os jogadores completam ou falham nas missões, eles contribuem para a porcentagem coletiva de “Liberação” exibida no Mapa Galáctico.
O jogo contém um passe de batalha permanente, ou seja, que nunca expira. As recompensas desbloqueáveis podem ser obtidas adquirindo “medalhas War Bond” ao completar missões. Os jogadores também podem adquirir “supercréditos” durante as missões ou comprando-os por meio de microtransações.

## Trama
Helldivers 2 se passa um século após o triunfo da "Super Earth", uma autodenominada democracia guiada, sobre os Ciborgues, uma facção de humanos com implantes e prostéticos artificiais com elementos imitando o socialismo, Terminidas (ou Insetos, como eram chamados no primeiro jogo da série), organismos semelhantes aos insetos e outros organismos eusociais, e os Iluminados, um estado alienígena formado por organismos aquáticos com poderes psíquicos que antes eram pacíficos. Descobre-se que, após a morte, os Terminídeos produzem um recurso único e altamente valioso, o E-710.
São criadas fazendas para coletar o recurso em mundos colonizados por humanos, mas a proteção é violada, liberando os insetos, o que causa caos e destruição. Simultaneamente, uma nova ameaça surge na forma dos Automatons, um exército mecânico com a intenção de destruir a humanidade.
O jogo começa com um vídeo de recrutamento dos Helldivers, que são tropas de choque de elite enviadas a partir de uma base em órbita para recuperar as terras colonizadas. Quando um Helldiver morre, outro é enviado para substituí-lo. A narrativa também se reflete no ambiente do jogo, com vários registros, notas e mensagens de propaganda disponíveis para os jogadores.

## Desenvolvimento e lançamento
Em 3 de dezembro de 2020, a Arrowhead Game Studios revelou que os haviam começado a trabalhar em um novo projeto para PlayStation 5. Foi confirmado que o jogo seria um jogo de tiro em terceira pessoa . Como o primeiro jogo, Helldivers 2 roda no motor de jogo Autodesk Stingray (descontinuado). O fundador da Arrowhead Game Studios, Johan Pilestedt, confirmou nas redes sociais que o projeto começou antes de o motor ser descontinuado, o que levou a equipe a construí-lo sem nenhum suporte oficial.
Em 13 de setembro de 2021, Helldivers 2 foi mencionado em um vazamento do GeForce Now. Em 18 de agosto de 2022, um clipe de 12 segundos do jogo vazou no Twitter, mas foi removido posteriormente.
Em 24 de maio de 2023, Helldivers 2 foi anunciado durante o PlayStation Showcase, com lançamento previsto para 2023. Em 6 de julho de 2023, um trailer apresentando a jogabilidade foi lançado. Em 30 de julho de 2023, o jogo recebeu uma classificação M do Entertainment Software Rating Board . Em 14 de setembro de 2023, os fãs puderam ter uma prévia da jogabilidade durante um evento PlayStation State of Play, e foi anunciado o adiamento para 8 de fevereiro de 2024. As compras do jogo puderam ser realizadas desde 22 de setembro de 2023. Em 8 de fevereiro de 2024, o jogo foi lançado na PlayStation Store e Steam, as duas plataformas onde estava disponível, porém em 2025 foi adicionado há loja da Xbox juntamente de um trailer anunciando no dia 27 de agosto de 2025.

## Recepção
Helldivers 2 recebeu críticas "geralmente favoráveis" dos críticos, de acordo com o site agregador de críticas Metacritic.
Após o lançamento, o jogo experimentou um grande fluxo de jogadores, o que levou a problemas de servidor e login nas primeiras duas semanas de lançamento. Durante esses problemas, parte dos jogadores não puderam acessar a plataforma de jogo. Na terceira semana de lançamento, o limite de jogadores foi aumentado para "impressionantes 700.000 usuários simultâneos", de acordo com Wesley Yin-Poole do IGN .
Helldivers 2 foi comparado ao filme de ação de ficção científica de 1997, Starship Troopers. Ambos são uma comédia satírica que apresentam um regime militar lutando contra uma raça de grandes insectóides.
No entanto, houve algumas críticas devido à percepção da crescente toxicidade dentro da comunidade do jogo, o que poderia ser influenciado pela temática militar, apesar de satírica. O jornalista Diego Nicolás Argüello afirmou: "Depois de conduzir entrevistas com mais de 60 jogadores para este artigo, fica claro que a propaganda de Helldivers 2 encoraja inerentemente as pessoas a se unirem. Mas alguns estão agindo de má fé, transformando a sátira clara em uma atitude militar excessivamente séria".

### Vendas
Em 11 de fevereiro de 2024, o CEO da Arrowhead Games, Johan Pilestedt, anunciou que Helldivers 2 havia vendido aproximadamente 1 milhão de unidades. Tanto no Reino Unido quanto na Europa, Helldivers 2 foi o jogo mais vendido de fevereiro de 2024, mês de seu lançamento.
Em 24 de fevereiro de 2024, estima-se que o jogo tenha vendido mais de 3 milhões de unidades e se tornou o jogo mais jogado na PlayStation Network, ultrapassando Call of Duty: Warzone 2.0 e Fortnite . Até 15 de março de 2024, estima-se que Helldivers 2 tenha vendido 8 milhões de unidades e alcançado 450.000 jogadores simultâneos no Steam.
Helldivers 2 foi o maior lançamento de qualquer jogo do PlayStation Studios disponível para PC. A Arrowhead afirmou que o sucesso do jogo superou em muito suas expectativas.
Com seu sucesso inicial, a Arrowhead Studios anunciou que pretende ampliar seu estúdio e equipe para acelerar a produção de conteúdo pós-lançamento.